# Anaulacomera ecuadorica
Anaulacomera ecuadorica är en insektsart som beskrevs av Morgan Hebard 1924. Anaulacomera ecuadorica ingår i släktet Anaulacomera och familjen vårtbitare. Inga underarter finns listade i Catalogue of Life.